# Wunder von Hannover
Als Wunder von Hannover wurde Mitte der 1950er Jahre der rasche Wiederaufbau der Stadt Hannover anerkennend von der auswärtigen Presse bezeichnet. Entwickelt wurde der Begriff für den Titel der Ausgabe vom 3. Juni 1959 in der Zeitschrift Der Spiegel.

## Geschichte
Nachdem durch die Luftangriffe auf Hannover im Zweiten Weltkrieg die Innenstadt Hannovers zu 90 % zerstört war, die Stadt insgesamt zu 48 %, stand sie damit unter den zerstörten deutschen Großstädten an siebter Stelle. Doch der Wiederaufbau gelang in Hannover sehr viel schneller als in vielen anderen deutschen Städten.
Basierend auf einem 1950 aufgestellten Flächennutzungsplan, wurden unter Bürgerbeteiligung, wie der Aufbaugemeinschaft Hannover, und unter dem Einfluss der Hannover Messe als vorbildlich angesehene Leistungen erreicht, und zwar
- sowohl mit der strukturellen Neuordnung des nun zu einer Kernstadt erweiterten Zentrums der Stadt, die durch einen neu angelegten City-Ring eingefasst wurde,
- als auch und vor allem der Verwirklichung eines damit verbundenen, völlig neuen und zukunftsorientierten Verkehrskonzepts für die gesamte Stadt nach dem Leitbild der Autogerechten Stadt.[1]

Mit Rudolf Hillebrecht auf dem Titelblatt stellte Der Spiegel 1959 unter dem Titel Das Wunder von Hannover in detaillierter Ausführlichkeit insbesondere den „Verkehr an der Leine“ dar.
Dabei gab und gibt es auch zunehmend Kritik am Wiederaufbau:

„Der autogerechte, um fast jeden Preis durchgesetzte Ausbau der zentralen Innenstadtbereiche, die auf der Basis des Flächennutzungsplans von 1951 aufs Engste mit lärmenden, mehrspurigen Straßen umschnürt wurden, trägt bis heute nicht zum Wohlbefinden der Bewohner bei. Ein weiterer Grund für die Kritik sind zahlreiche Abrissmaßnahmen von Baudenkmalen Hannovers, die von Hillebrecht geduldet oder sogar veranlasst wurden. […] Bei aller Kritik an der autogerechten Stadtgestaltung dürfen auch die Leistungen nicht unerwähnt bleiben, die auf das Engagement Hillebechts zurückgehen. Hannover galt in der ersten Phase seiner „Ära“ als  jene  deutsche  Stadt,  die außergewöhnlich schnell und „zukunftsweisend“ den schwierigen Wiederaufbau in Angriff nahm.“